# Opel Monza
L'Opel Monza est un coupé produit par le constructeur automobile allemand Opel de 1978 à 1986. Elle remplace la version coupé de l'Opel Commodore.
Lancée avec un choix de deux moteurs à essence, 6-cylindres en ligne à carburateur de 2,8 litres pour une puissance de 140 ch et un 3 litres à carburateur de 150 ch puis à injection de 180 ch. À partir de 1981, le 2,8 litres sera remplacé par un moteur de 2.5 litres à injection de 136 ch qui propulsera la voiture à une vitesse de pointe de 203 km/h et développe 205 N m de couple.
Malgré les caractéristiques équilibrées de la voiture et de la bonne performance globale (3.0E notamment), les accélérations ne figurait pas parmi les meilleurs atouts de la Monza, en prenant plus de 10 secondes pour passer de 0 à 100 km/h.

## Monza A1 (1978-1982)
Premier modèle du nom, la Monza A1 est dévoilée au côté de l'Opel Senator en fin de l'année 1977.  Elle poursuit la droite lignée des grands coupés Opel succédant à la Commodore B coupé. Elle est notamment reconnaissable grâce à son hayon gigantesque lui offrant une luminosité intérieur extraordinaire et un angle de vue de plus de 314°. 
En ce qui concerne le moteur, le plus adapté par rapport à son nom de baptême "Monza" (circuit de course en Italie) est le 3.0E injection de 180 ch offre tout de même un "brin de sportivité", permettant à la voiture d'abattre le 0 à 100 km/h en 8,5 s contre 10 s pour le 2.8 S carbu et d'atteindre une vitesse de pointe de 215 km/h en boîte mécanique 4 rapports contre 210 km/h avec "l'antique" boîte automatique 3 rapports. 
De plus, la Monza est bâtie sur un empattement (2,668 m) plus court de 10 cm par rapport à la Senator (berline) ce qui lui donne une meilleure agilité. 

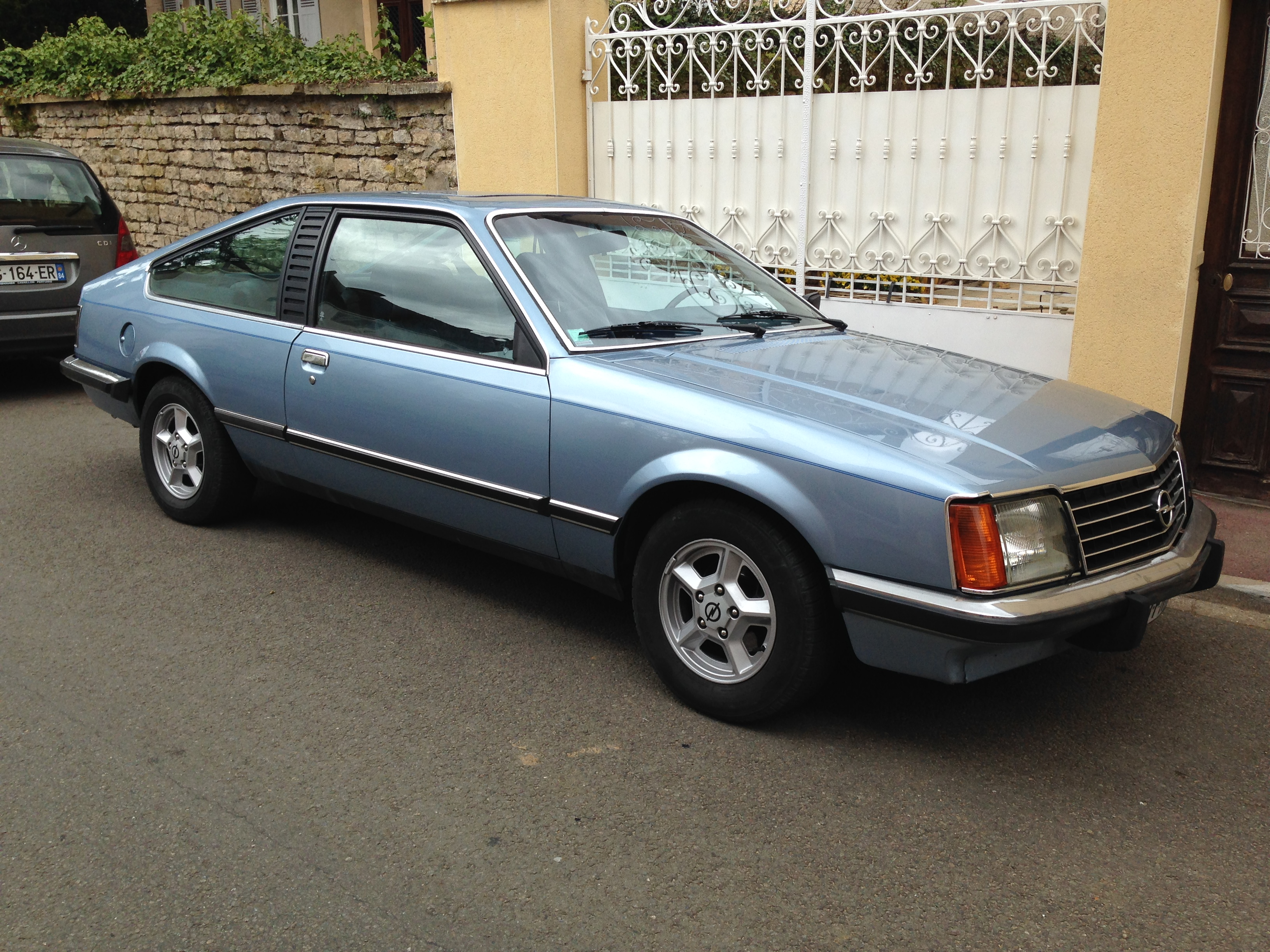

La Monza existait en 3 finitions différentes: 
- La Monza A
- La Monza C
- La Monza S (équipement spécial ajouté sur demande et peut être combiné à l'équipement C)

Les principales différences résidaient dans la présence de jantes aluminium, d'une calandre différentes (version S) et d'amortisseurs à gaz à l'arrière (version S). 
Enfin la consommation était "théoriquement" de 11 L à 120 km/h pour le 3.0E, mais en pratique la voiture tourne plus aux alentours de 12/13 L au 100. Ce n'est rien comparé au 20/22 L,quand cette dernière est à plus de 200 km/h. 
Le changement de version commença en début février 1982, date à laquelle un modèle de transition composé de la carrosserie d'une A1 avec un intérieur de A2 était disponible. Elle s'écoulera à environ 29.414 unités.

## Monza A2 (1982-1986)
La Monza A2 apparaît en fin d'année 1982, elle reçoit notamment une face avant plus aérodynamique avec un Cx de 0,36 contre 0,43 pour la A1). 
On notera l'apparition de boucliers plastiques à l'avant et à l'arrière remplaçant les pare-chocs chromés, et l'arrivée "enfin" pour certaines versions de la boîte 5 vitesses en option permettant une consommation en forte baisse.
Le changement majeur, c'est la disparition du 2,8 S carbu, et le retour du 2,5 en version injection, délivrant ainsi 136 ch, offrant une vitesse de plus de 200 km/h et le 0-100 km/h en 11,0 s. Pour sa part le 3.0E est toujours présent, seule la valeur de vitesse de pointe augmente, passant à 217 km/h. 
Un nouvel intérieur fait son apparition (toujours hérité de celui de la Senator et de la Rekord) et un ordinateur de bord « très 1980 » prend place au sommet de la console centrale avec des informations utiles comme consommation, température extérieure et chronomètre...
L'ultime évolution de la voiture donnera naissance à la GSE de 1983 recevant, de série, un becquet arrière, un compteur numérique, un auto-bloquant, une boîte 5 rapports et des sièges Recaro. Elle se reconnaît notamment grâce à ces stickers uniques. En revanche la puissance reste inchangée puisque c'est toujours le 3.0E de 180 ch qui la propulse. 
La fin de carrière de la A2 se fait très discrète avec notamment l'ajout du 4 cylindres de 115 ch de la Rekord E. 
La production s'arrêta en 1986 avec au total plus de 46 008 Monza produites toutes versions confondues (A1 + A2). 

## Opel Monza Concept
L'Opel Monza Concept est un concept car 2+2 présenté par Opel au salon de Francfort 2013. Il est dessiné par le designer Mark Adams et préfigure le nouveau style des modèles de la marque.
La Monza concept est doté de portes papillon.